# Kutia
A kutia vagy kutya hagyományos ünnepi magétel édes öntettel, melyet a keleti ortodoxok és a görögkatolikusok fogyasztanak főként Ukrajnában, Oroszországban, illetve Fehéroroszországban karácsonytól Jézus megkeresztelésének ünnepéig, vagy toron. Ezzel a szóval leíróként jellemzik ezt az időszakot.

## Etimológia
A kutia szó görög eredetű, a κουκκί (bab) vagy κόκκος (mag) átvétele.

## Leírása

### Ukrajnában
Ukrajnában a hagyományos lényegi rituális két fogás egyike az ukrán karácsonyesti vacsora (Sviata vecheria vagy Svyata vecherya) részeként. Az uzvarral együtt rituális jelentése régi időkre megy vissza. Fedir Vovk ukrán néprajzos egészen az újkőkorig vezeti vissza. Vacsora előtt a kutiát a sarokra ("kut") helyezik az ikonok alá, ami a legmegbecsültebb hely a házban. A kutiás edény itt is marad Rizdvótól (karácsony) a régi újévig (január 14). Szokás még gyerekekkel kutiát küldeni rokonokhoz, rendszerint nagyszülőkhöz vagy keresztszülőkhöz. Vacsora után a kutiás edényben kanalakat hagynak az ősöknek, hogy ők is vacsorázhassanak és ne haragudjanak meg a családra. Az étel vallásos természetét kiemeli. hogy a családfő az ablakhoz megy vagy kimegy a kertbe egy kanál kutiával és háromszor meghívja a fagyot, hogy a családdal egyen. Ha a fagy nem jön a vacsorára, akkor arra kérik, hogy később se jöjjön, és ne ártson a növényeknek.
A Svyata vecherya alkalmából elsőként a kutiát szolgálják fel. A családfő kiveszi az első kanál kutiát a tálból, felemeli, és meghívja a család halottainak lelkét, hogy csatlakozzanak az éjszakához. Ezután belekóstol, majd a maradékkal megcélozza a mennyezetet. Ahány gabonamag a mennyezetre tapad, annyi méhraj, illetve annyi újszülött borjú lesz az új évben. Ahány mákmag a mennyezetre tapad, annyi tojást fog rakni minden tyúk az új évben. Ezután mindenki eszik egy kanál kutiát, mielőtt még felszolgálják a következő adag ételt.
A fő összetevők: külső héjától megfosztott búzamag, mák, méz. Tartalmazhat mazsolát, aszalt gyümölcsöt és diót. Nem adható hozzá tej vagy tojás, hogy a legszigorúbb böjtben is fogyasztható legyen. Egyes receptekben a koptatás után polírozott búzamagot, illetve kölest használnak.
Hasonló étel a kolyvo, ami azonban nem tartalmaz mákot. Megemlékezések alkalmából fogyasztják.

### Más országokban
Főtt gabonamagvakból (rendszerint koptatott búzából) készült ételeket más országokban is hagyományosan fogyasztanak, ahol is a búzához mézet, diót, fűszereket adnak:
- Bulgária – kolivo
- Görögország – koliva
- Libanon, Palesztina és Jordánia – ameh masslouk vagy snuniye
- Románia – colivă
- Oroszország – sochivo
- Szerbia – koljivo
- Szicília – cuccìa
- Szíria – sliha vagy burbara

## Fordítás
Ez a szócikk részben vagy egészben  a   Kutia című angol Wikipédia-szócikk fordításán alapul.  Az eredeti cikk szerkesztőit annak laptörténete sorolja fel. Ez a jelzés csupán a megfogalmazás eredetét és a szerzői jogokat jelzi, nem szolgál a cikkben szereplő információk forrásmegjelöléseként.